# Aaron Mooy
Aaron Mooy (ur. 15 września 1990 w Sydney) – australijski piłkarz występujący na pozycji pomocnika w Celtiku, reprezentant kraju. W swojej karierze grał w juniorskiej drużynie Bolton Wanderers, a także w występującym w Scottish Premier League St. Mirren oraz australijskich zespołach A-League Western Sydney Wanderers oraz Melbourne City i w klubach angielskiej Premier League Manchester City, Huddersfield Town, Brighton & Hove Albion oraz Shanghai Port. Mooy jest pochodzenia holenderskiego.
Z powodu kontuzji pleców w 2023 roku zakończył karierę sportową.

## Sukcesy
Western Sydney Wanderers
- Wicemistrzostwo A-League (1): 2012/2013[3]